# حق مسکن
حق مسکن حق داشتن مسکن و پناهگاه مناسب است. این حق در بسیاری از قوانین اساسی ملت‌ها و در اعلامیه جهانی حقوق بشر و میثاق بین‌المللی حقوق اقتصادی، اجتماعی و فرهنگی به رسمیت شناخته شده‌است. حق مسکن از حقوق اقتصادی، اجتماعی و فرهنگی نیز محسوب می‌شود.
مسکن افراد مورد توجه و حمایت ادیان و جوامع بشری بوده و در جهت حفظ حرمت آن تلاش‌های زیادی شده‌است. بنحوی که در قانون حمورابی که قدیمی‌ترین قانون می‌باشد برای مرتکبین جرم هتک حرمت منازل مجازات بسیار شدید (مرگ) پیش‌بینی شده بود.
نقض حق مسکن، از جرائم علیه شخصیت معنوی افراد بشمار می‌رود و رابطه مستقیم با آرامش روحی و آسایش جسمی ساکنان خانه دارد.
در اجتماعات بشری همواره املاک مسکونی و غیر مسکونی اشخاص محترم و مصون از تعرض تعریف شده‌است. در ابتدا حق مسکن و لزوم رعایت حرمت آن جنبه مذهبی داشت ولی بعدها قوانین عرفی هم بر آن صحّه گذاشتند. انقلاب کبیر فرانسه و اصول و قوانین متأثر از آن این آزادی را بار دیگر تضمین و تجاوز به آن را جرم دانست.

## مسکن حیوانات
داشتن مکان استراحت و آرامش از جمله نیازهای اولیه حیوانات است. صاحب جواهر حق مسکن برای حیوان را معتبر می‌شمارد.
از دیدگاه فقهی مسکن جزو حقوق اولیه حیوانات است و فقها در مباحث فقهی خود مبحثی را به این موضوع اختصاص داده‌اند و دفاع از مسکن را مشروع دانسته‌اند.